# Seamus Heaney
Seamus Justin Heaney ([ˈʃeɪməs_ˈhiːni]?; født 13. april 1939 i Castledawson, Nordirland, død 30. august 2013 i Dublin) var en (nord)irsk forfatter og professor ved universitetet i Oxford. Han debuterede i 1966 med digtsamlingen Death of a Naturalist.
Heaney fik Nobelprisen i litteratur i 1995. I 2008 blev han æreskunstner i Østermarie og fik opkaldt Seamus Heaney Stræde efter sig. Irlands ambassadør i Danmark, Joseph Hayes, foretog indvielsen i Seamus Heaneys sted.
Han har bl.a. skrevet et digt om Tollundmanden, The Tollund Man.